# Diecezja łódzko-poznańska
Diecezja łódzko-poznańska – diecezja Polskiego Autokefalicznego Kościoła Prawosławnego utworzona 12 listopada 1948. Graniczy z diecezjami: warszawsko-bielską, białostocko-gdańską, lubelsko-chełmską, przemysko-gorlicką i wrocławsko-szczecińską.

Sobór św. Aleksandra Newskiego w Łodzi
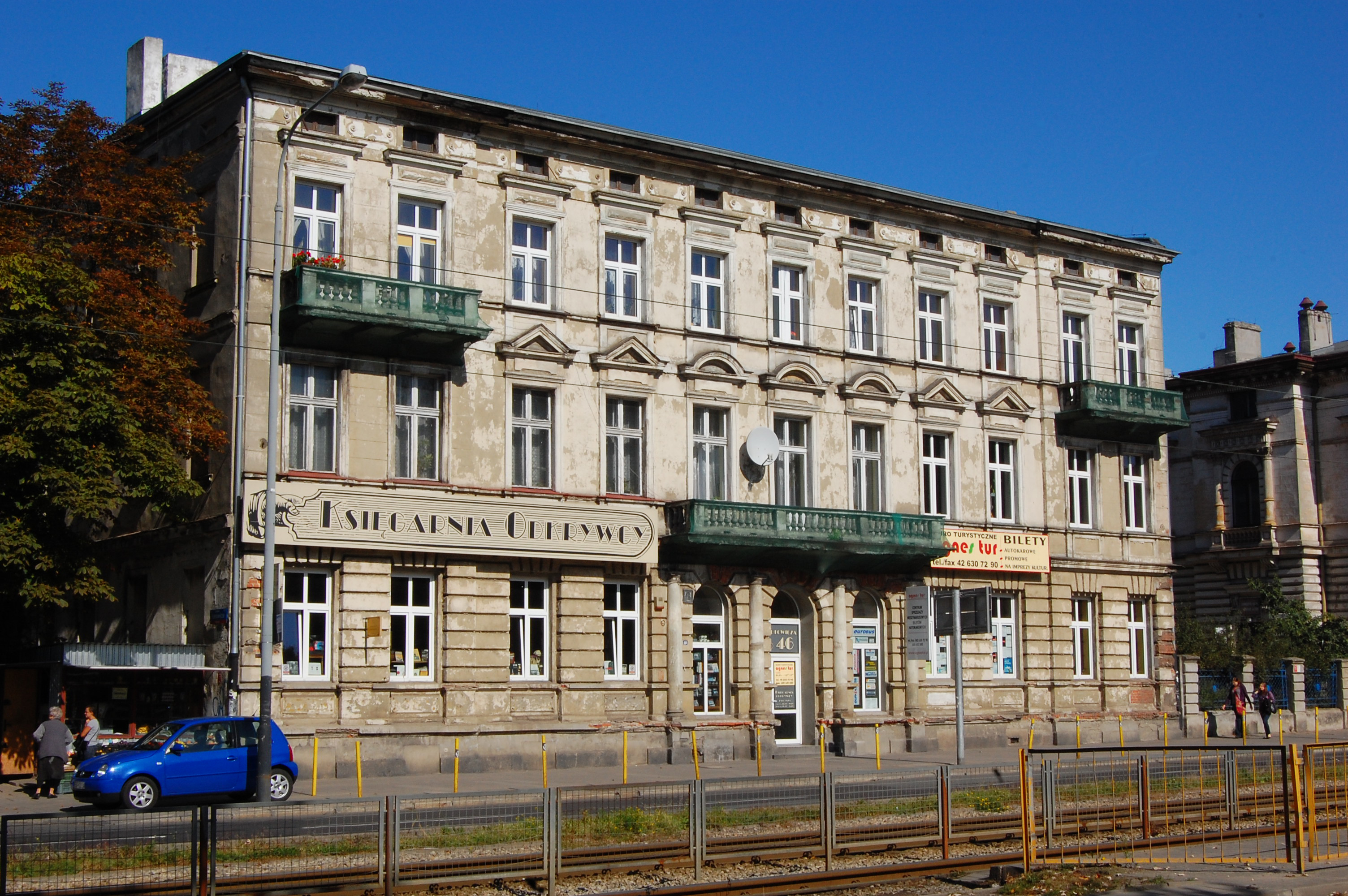
Siedziba Kurii Prawosławnej w Łodzi przy ul. Gabriela Narutowicza 46
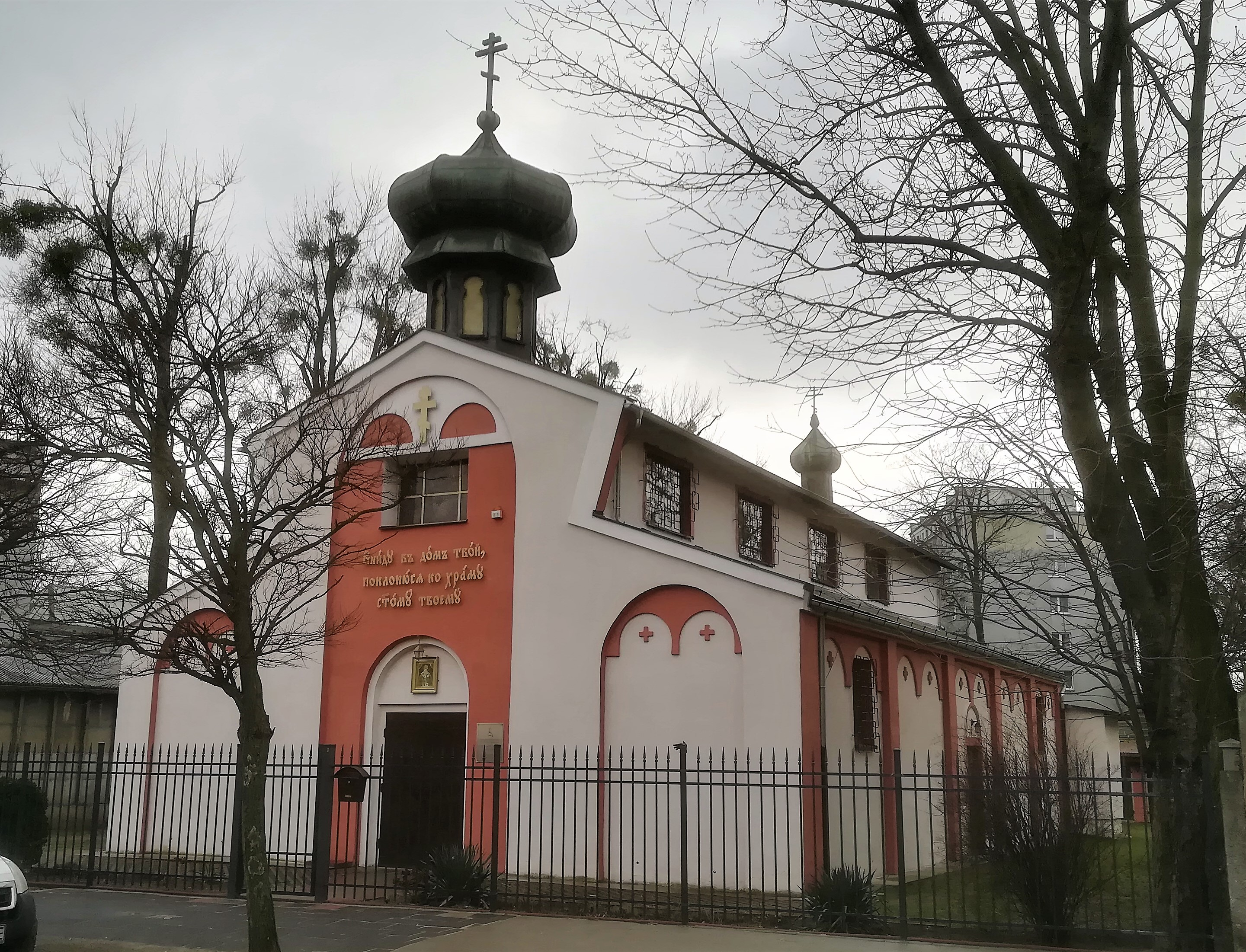
Cerkiew konkatedralna św. Mikołaja w Poznaniu

Jest to największa terytorialnie diecezja prawosławna w Polsce. Obejmuje swoją jurysdykcją województwa: kujawsko-pomorskie, łódzkie, śląskie, świętokrzyskie, wielkopolskie, a także zachodnią część małopolskiego oraz południową mazowieckiego.

## Główne świątynie
- Sobór katedralny św. Aleksandra Newskiego w Łodzi
- Cerkiew konkatedralna św. Mikołaja w Poznaniu

## Dekanaty
1. Kraków (6 parafii)
2. kujawsko-pomorski z siedzibą w Bydgoszczy[1] (5 parafii)
3. Łódź (4 parafie)

## Instytucje diecezjalne
- Prawosławny Ośrodek Miłosierdzia Diecezji Łódzko-Poznańskiej „ELEOS” (Łódź)
- Charytatywny Diecezjalny Ośrodek Pielgrzymkowy (Częstochowa)
- Diecezjalne Biuro Pielgrzymkowe (Kraków)

## Biskupi łódzcy i poznańscy
- 1951–1979 – Jerzy (Korenistow)
- 1979–1981 – Sawa (Hrycuniak)
- 1981–2017 – Szymon (Romańczuk)
- od 2017 – Atanazy (Nos)